# Gagrun-erőd
A Gagrun erőd (angolul: Gagron Fort) India északi részén található, Rádzsasztán államban. Dzshálávártól (Jhalawar) kb. 6 km-re északra, Kota városától közúton kb. 85–90 km-re DK-re, hegyek, erdők és mezők festői tájában helyezkedik el. Három oldalról a Kálí Szindh és az Áú folyó övezi.
A rádzsasztáni hegyi erődök csoportjához tartozva a kulturális világörökség része.